# Eá (digramme)
Cette page contient des caractères spéciaux ou non latins. S’ils s’affichent mal (▯, ?, etc.), consultez la page d’aide Unicode.
Pour les articles homonymes, voir EA.
Eá (minuscule eá) est un digramme de l'alphabet latin composé d'un E et d'un A accent aigu (Á).

## Linguistique
- En irlandais, le digramme ‹ eá › représente le phonème [aː] devant une consonne étendue.

## Représentation informatique
Comme la majorité des digrammes, il n'existe aucun encodage de ‹ eá › sous un seul signe, il est toujours réalisé en accolant un E et un A accent aigu.

### Unicode
Les caractères Unicode utilisables pour former ce digramme sont, :
- Capitale EÁ : U+0045 U+00C1
- Majuscule Eá : U+0045 U+00E1
- Minuscule eá : U+0065 U+00E1